# Mike Atherton
Michael Andrew Atherton, né le 23 mars 1968 à Failsworth dans le Grand Manchester, communément appelé Mike Atherton, et surnommé Athers, « FEC » ou « the Cockroach », est un ancien joueur de cricket anglais. Opening batsman droitier, il est connu pour sa ténacité et ses pouvoirs remarquables de concentration. Il joua pour l'équipe d'Angleterre de 1989 à 2001, étant capitaine de 1993 à 1998. Il est le joueur qui a disputé le plus de matchs en tant que capitaine de l'équipe d'Angleterre. Il est devenu journaliste et commentateur à la fin de sa carrière sportive.

## Biographie
Atherton est éduqué à Manchester Grammar School et à Downing College à l'université de Cambridge où il étudia l'histoire. Capitaine des équipes de cricket de Manchester Grammar School, des Anglais âgés moins de 19 ans, de Cambridge et des Universités combinées, il débuta pour le Lancashire County Cricket Club en 1987. À cause de son succès à jeunesse il est initialement surnommé « FEC » (Future England Captain).
Il débuta en Test cricket en 1989 avec l'équipe d'Angleterre, marquant 151 runs, son premier Test century, dans son quatrième Test match; puis il débuta en One-day International en 1990. Il battait premier dans l'ordre de l'équipe national avec Graham Gooch qu'il succède comme capitaine national en 1993. Capitaine en outre-mer pour la première fois contre les Indes occidentales en 1993–1994, Atherton marque 510 runs dans la tournée, moyen 56,67, bien que l'Angleterre perde la tournée 3–1.
Il donna sa performance définitive contre l'Afrique du Sud en 1995, marquant 185 runs sans être éliminé et subsistant pendant 643 minutes pour avertir une défaite presque certaine. Il reprisa ses efforts contre l'Afrique du Sud en 1998, étant victorieux dans un duel intense personnel avec le lanceur vite Allan Donald et marquant 98 runs sans être éliminé. Atherton a pourtant eu des difficultés contre le lanceur vite australien Glenn McGrath qui l'élimine 19 fois, un record.
Dès la fin de sa carrière sportive il poursuit une carrière en journalisme, nommé correspondant de cricket du quotidien The Times en 2008.

## Équipes
- Cricket Club de l'université de Cambridge (1987 - 1989)
- Lancashire County Cricket Club (1987 - 2001)
- Marylebone Cricket Club (1987 - 1990, 1992)

## Sélections
- 115 sélections en Test cricket (1989 - 2001)
  - 54 fois capitaine (1993 - 1998, 2001), 13 victoires, 20 draws, 21 défaites
- 54 sélections en One-day International (1990 - 1998)
  - 43 fois capitaine (1994 - 1997), 20 victoires, 1 tied match, 21 défaites, 1 sans résultat

## Récompenses
- Un des cinq Wisden Cricketers of the Year de l'année 1991